# Limes-Gymnasium
Das  Limes-Gymnasium  ist ein allgemeinbildendes Gymnasium in Welzheim mit einem naturwissenschaftlichen und einem sprachlichen Profil. Etwas über 500 Schüler werden von etwas über 50 Lehrkräften unterrichtet. Benannt ist es nach dem römischen Grenzwall, der in unmittelbarer Nähe an der Schule vorbeiführte. Es liegt in der Nähe der Welzheimer Innenstadt.

## Geschichte
Das Limes-Gymnasium ging ursprünglich aus einer Realschule hervor, wurde 1959 mit Einführung von Latein als zusätzliche zweite Fremdsprache neben Französisch zu einem Progymnasium bis schließlich im Jahr 1967 das Oberschulamt den Ausbau zur Vollanstalt genehmigte.
1968 wurde erstmals eine elfte Klasse geführt und die Schule bekam den Titel „Gymnasium im Aufbau“. 1970 wurde mit der Einrichtung einer Klasse 13 der Status eines Gymnasiums erreicht. 1971 wurde das erste Abitur abgenommen und gefeiert.

## Sprachen und Profile
Ab der fünften Jahrgangsstufe erhalten alle  Schüler Englischunterricht. In der sechsten Klasse bekommen sie dann Französisch oder Latein als zweite Fremdsprache. In der achten Klasse ist entweder das naturwissenschaftliche Profil mit dem Fach Naturwissenschaft und Technik (NwT) oder das Sprachprofil mit Italienisch als dritter Fremdsprache wählbar.

## Besonderheiten
Seit 2005 ist die Schule als Schule mit Courage zertifiziert. Es gibt ein Schulcurriculum zur Demokratiebildung, in dem unter anderem das Großprojekt „Schule als Staat“ verankert ist, welches regelmäßig durchgeführt wird.
Das Limes-Gymnasium trägt das Berufswahlsiegel Baden-Württembergs BoriS. Die Agentur für Arbeit macht langjährig  Berufsberatung für das Gymnasium. In der Jahrgangsstufe 9 machen Schüler ein Sozialpraktikum und in der Jahrgangsstufe 10 das sogenannte BoGy-Praktikum.
Außerdem wird digitale Bildung angeboten. So findet jährlich die Junior-Ingenieur-Akademie statt, in der  Schüler die Grundsätze der Robotik und Programmierung lernen können. Seit 2023 wird die Oberstufe digital unterrichtet und jeder Schüler der Oberstufe bekommt von der Schule ein Tablet-Leihgerät.
Seit September 2023 besteht ein Schulgarten, der durch die Klassen der achten Jahrgangsstufe bewirtschaftet wird.
Das Limes-Gymnasium veranstaltet jährlich Theateraufführungen und baut die Bühne dafür selbst, was teilweise im Kunstunterricht umgesetzt wird.
Alle fünf Jahre findet das schulische Großprojekt Limes als Staat (Schule als Staat) statt, zuletzt im Jahr 2023. Aus diesem Projekt ging die Podcast-AG hervor. Diese produziert regelmäßig Podcasts mit Beiträgen zum Schulleben.

## Gebäude und Infrastruktur
Das ursprüngliche Gebäude wurde im Laufe der Jahre um zwei Erweiterungsbauten vergrößert. Eine Besonderheit ist eine versenkbare Wand in der Aula.  Diese Funktion wird regelmäßig für größere Veranstaltung genutzt.

## Schulleitungen
| Schulleiter | Stellvertretende Schulleiter |
| - 1963–1973: Wolfgang Wacker - 1973–1995: Otmar Baumann - 1995–2008: Hartmut Kreßler - 2008–2020: Frithjof Stephan - Seit 2021: Nikolaj Beer | - 1975–1980: Werner Heiligmann - 1981–2002: Hans Beltle - 2002–2008: Karl-Eugen Kugler - 2008–2019: Michael Wirth - Seit 2020: Rüdiger Wolff |

## Austauschmaßnahmen
- Italien: Langjährige Schulpartnerschaft und Schüleraustausch mit Liceo G. F. Porporato in Pinerolo
- Polen: Langjährige Schulpartnerschaft und Schüleraustausch mit Zespol Szkol Nr. 1 in Milanowek[15]
- Frankreich: Drittortbegegnungen mit unterschiedlichen Partnerschulen
- Russland: Vor dem russischen Überfall auf die Ukraine gab es regelmäßig einen Austausch zwischen angehenden Lehrkräften der Pädagogischen Staatlichen Universität Moskau und Lehrkräften des Limes-Gymnasiums.[16]

## Mehrtägige Exkursionen
- Sommerschullandheim[17] im Schwarzwald (Klasse 6)
- Skischullandheim in Oberstdorf (Klasse 8)
- Studienfahrt nach Trier (Klasse 9)
- Individuelle Abschlussfahrten (Klasse 10)
- Studienfahrten (Klasse 11)